# Rio Torto (Valpaços)
Rio Torto é uma povoação portuguesa sede da Freguesia de Rio Torto do Município de Valpaços, freguesia com 11,67 km² de área e 284 habitantes (censo de 2021), tendo, por isso, uma densidade populacional de 24,3 hab./km².
Esta freguesia é composta por quatro aldeias: Rio Torto, Póvoa de Lila, Lilela e Leirós.

## Demografia
A população registada nos censos foi:
| Distribuição da População por Grupos Etários | Distribuição da População por Grupos Etários | Distribuição da População por Grupos Etários | Distribuição da População por Grupos Etários | Distribuição da População por Grupos Etários |
| -------------------------------------------- | -------------------------------------------- | -------------------------------------------- | -------------------------------------------- | -------------------------------------------- |
| Ano                                          | 0-14 Anos                                    | 15-24 Anos                                   | 25-64 Anos                                   | > 65 Anos                                    |
| 2001                                         | 48                                           | 53                                           | 219                                          | 144                                          |
| 2011                                         | 25                                           | 29                                           | 161                                          | 147                                          |
| 2021                                         | 15                                           | 14                                           | 110                                          | 145                                          |